# Anomis commoda
Anomis commoda är en fjärilsart som beskrevs av Butler 1878. Anomis commoda ingår i släktet Anomis och familjen nattflyn. Inga underarter finns listade i Catalogue of Life.